# Odmienny stan świadomości (album)
Odmienny stan świadomości – piąty studyjny album polskiej grupy muzycznej Trzeci Wymiar. Wydawnictwo ukazało się 8 maja 2015 roku nakładem wytwórni muzycznej Labirynt Records w dystrybucji Fonografiki. Całość została wyprodukowana przez DJ-a Creona.
Nagrania były promowane teledyskami do utworów "Zabiłem grubasa", "Paranoje", "Murmurando" i "Zdejmij to!".
Album zadebiutował na 1. miejscu polskiej listy przebojów – OLiS oraz osiągnął status złotej płyty.

## Lista utworów
Opracowano na podstawie materiału źródłowego.
1. "Intro" (produkcja, scratche: DJ Creon) – 2:26
2. "Odmienny stan świadomości" (produkcja: DJ Creon, scratche: DJ Qmak) – 4:00
3. "Kurwidół" (produkcja: DJ Creon) – 4:16
4. "Zdejmij to!" (gitara: Nietoperz, produkcja, scratche: DJ Creon) – 5:22
5. "Uważaj czego sobie życzysz!" (produkcja, scratche: DJ Creon) – 3:33
6. "Paranoje" (produkcja, scratche: DJ Creon) – 5:12
7. "Zabiłem grubasa" (produkcja, scratche: DJ Creon) – 3:53
8. "Psychiatrik" (produkcja: DJ Creon) – 4:53
9. "Kwas" (produkcja: DJ Creon, scratche: DJ Qmak) – 4:30
10. "Mentalność" (produkcja: DJ Creon) – 6:30
11. "Murmurando" (gitara: Maciej Kozak, produkcja, scratche: DJ Creon) – 5:15
12. "Oddalamy się" (produkcja: DJ Creon, scratche: DJ Slime) – 5:26
13. "Zbyt szybko" (gościnnie: Kamil Bednarek, produkcja: DJ Creon) – 5:00
14. "Zamach na klub" (produkcja, scratche: DJ Creon) – 4:38
15. "Patrz przed siebie" (produkcja: DJ Creon, scratche: DJ Slime) – 5:42
16. "Rap pokolenie" (produkcja: DJ Creon, scratche: DJ Slime) – 4:44